# For Your Entertainment
For Your Entertainment (рус. Для твоего развлечения) — дебютный официальный полноформатный студийный альбом американского певца и автора песен Адама Ламберта, который он начал записывать вскоре после получения второго места в восьмом сезоне  American Idol. Выпущен 23 ноября 2009.

## Создание
Сразу же после его участия в American Idol Ламберт начал писать и записывать с главными поп хит мейкерами такими как Lady Gaga, Грег Уэллс, Макс Мартин, Линда Перри, RedOne, Райан Теддер, Эван "Кидд" Богарт, Сэм Спарро, Кара ДиоГарди, Риверс Куомо и Pink. Ламберт также объявил через Twitter, что он сотрудничает с Lady Gaga: «Да, это правда: я вчера провел в студии с невероятно талантливой и креативной Lady Gaga, записывая песню, которую она написала! Я люблю её».
28 октября Ламберт объявил, что главным синглом будет композиция «For Your Entertainment», спродюсированная Dr. Luke: "Дебютный сингл называется «For Your Entertainment» … Он также подтвердил, что песня «Soaked» написана Мэттью Беллами из Muse, а песня «Music Again» — Джастином Хоукинсом из The Darkness. Ламберт также заявил, что он был соавтором четырёх песен из альбома: «Strut», «Pick U Up», «Aftermath» и «Broken Open».
Гитарное соло в песне «Sleepwalker» было исполнено Orianthi.

## Продвижение
Чтобы продвинуть релиз альбома, несколько песен из альбома были исполнены вживую на AOL Sessions. После его спорного выступления на American Music Awards of 2009(AMAs), Ламберта исключили из нескольких запланированных выступлений на канале American Broadcasting Company (ABC), хотя CBS впоследствии пригласил Ламберта для интервью и выступления на The Early Show вместо него в Нью-Йорке. Ламберт потом пошёл на серии рекламного интервью и выступлений, чтобы направить усилия на разногласия, прояснить слухи, обсудить его быстрый подъём к славе, и прорекламировать альбом. Интервьюеры включили The Ellen DeGeneres Show, The View, и The Oprah Winfrey Show
10 марта Ламберт выступил в "Unplugged"на VH1, где он спел уменьшенные версии из альбома.
Весной 2010 Ламберт совершит серию рекламных интервью (ТВ и Радио) в Европе и Азии, чтобы продвинуть выходящий международный релиз своего альбома. Хотя детали пока неизвестны, Ламберта планирует запустить свой первый северо-американский тур летом 2010, с подходящим названием The Glam Nation Tour .

## Отзывы критиков
| Оценки критиков      | Оценки критиков  |
| Источник             | Оценка           |
| -------------------- | ---------------- |
| Allmusic             | [ 15 ]           |
| Boston Globe         | (смешанные)      |
| Entertainment Weekly | (4+)             |
| The Detroit News     | (одобрительно)   |
| Los Angeles Times    | [ 19 ]           |
| The New York Times   | (неодобрительно) |
| Rolling Stone        | [ 21 ]           |
| Slant                | [ 22 ]           |
| Spin                 | [ 23 ]           |
| Toronto Star         | [ 24 ]           |

Ответ критиков на For Your Entertainment был в общем позитивен.Metacritic, который поставил нормальную оценку из 100 по сравнению с обзорами главных критиков, альбом получил средний счет из 71, основанный на 10 обзорах. The Huffington Post назвал альбом «супер крутым», а также заявил, что «В целом, For Your Entertainment является один из самых впечатляющих главных поп альбомных дебютов за последнее время.» The Detroit News сказал, что «Нельзя не сказать, что „For Your Entertainment“ — самый сбалансированный альбом с любого „Идола“ на сегодняшний день. У Ламберта есть проницательность и удачно отточенное звучание, которое свидетельствует о его уважении к его героям, в то время как высекает убежище для себя». Spin сказал, что альбом «возможно, самый сильный, самая красивая подборка мелодий для воспитанника „АИ“, а полиморфные вокальные данные Ламберта объединяют танцевальные движения и хард-роковую высокопарность в убедительной гламурной обертке».
Slant написал, что '«Music Again» и, неловко написанная «Strut», каждая частица также отвратительна, как и песни из альбома Мики The Boy Who Knew Too Much"' и эта '«Music Again» подражает своему созданию, большей частью мелодии Мики "Touches You, " в то время как название трека и главный сингл так похожи на «Black and Gold» Сэма Спарро, так что 19 Entertainment должен, возможно, держать команду юристов для гонораров… Но вопросы новизны в стороне, просто неизвестен факт, что Lady Gaga соавтор «Fever», а "Whataya Want from Me, « написанная Pink и Максом Мартином, феноменальные синглы тонкой работы, которые дали Ламберту возможность засветиться. Чтобы кооптировать одну из любимых фраз Саймона Коуэлла: Музыка Ламберта звучит сейчас так, как редко звучат альбомы Идола».3.5/5 звезды Rolling Stone написал, что «Песни звучат великолепно, но чувствуется чужая тематика — Entertainment кажется диском, который был слишком обдуман. В следующий раз очень талантливый Ламберт должен убедиться, что он попал в те ворота.»
В 2010 Адам Ламберт был номинирован на «Выдающегося Музыкального Артиста» в GLAAD Media Award за альбом For Your Entertainment во время 21st GLAAD Media Awards.

## Список композиций
| №   | Название                 | Автор(ы)                                       | Продюсер(ы)            | Длительность |
| --- | ------------------------ | ---------------------------------------------- | ---------------------- | ------------ |
| 1.  | «Music Again»            | Джастин Хоукинс                                | Роб Кавалло            | 3:16         |
| 2.  | «For Your Entertainment» | Клод Келли, Dr. Luke                           | Dr. Luke               | 3:35         |
| 3.  | «Whataya Want from Me»   | Pink, Макс Мартин, Shellback                   | Макс Мартин, Shellback | 3:47         |
| 4.  | «Strut»                  | Адам Ламберт, Кара ДиоГарди, Грег Уэллс        | Грег Уэллс             | 3:30         |
| 5.  | «Soaked»                 | Мэттью Беллами                                 | Роб Кавалло            | 4:33         |
| 6.  | «Sure Fire Winners»      | Дэвид Гэмсон, Александр Джеймс, Оливер Либер   | Роб Кавалло            | 3:33         |
| 7.  | «A Loaded Smile»         | Линда Перри                                    | Линда Перри            | 4:04         |
| 8.  | «If I Had You»           | Макс Мартин, Shellback, Сэвэн Катека           | Макс Мартин, Shellback | 3:48         |
| 9.  | «Pick U Up»              | Риверс Куомо, Грег Уэллс, Адам Ламберт         | Грег Уэллс             | 4:10         |
| 10. | «Fever»                  | Lady Gaga, Джефф Баскер                        | Джефф Баскер           | 3:26         |
| 11. | «Sleepwalker»            | Райан Теддер, Эйми Майо, Крис Линдси           | Райан Теддер           | 4:25         |
| 12. | «Aftermath»              | Адам Ламберт, Элисэн Портер, Ferras, Принц Бен | Говард Бэнсон          | 4:26         |
| 13. | «Broken Open»            | Грег Уэллс, Адам Ламберт, Эван «Кидд» Богарт   | Грег Уэллс             | 5:11         |
| 14. | «Time for Miracles»      | Элэйн Йоханнес, Наташа Шнайдер                 | Rob Cavallo            | 4:43         |

Бонус треки
| №   | Название               | Автор(ы)                               | Длительность |
| --- | ---------------------- | -------------------------------------- | ------------ |
| 15. | «Master Plan»          | Райан Теддер                           | 3:21         |
| 16. | «Down the Rabbit Hole» | Ламберт, Грег Уэллс, Эван Богарт       | 4:06         |
| 17. | «Voodoo»               | Ламберт, Сэм Спарро                    | 3:13         |
| 18. | «Can’t Let You Go»     | Клод Келли, Грег Уэллс                 | 4:14         |
| 19. | «No Boundaries»        | Кара ДиоГарди, Кэти Деннис, Митч Аллан | 3:48         |

Ремиксы
| №  | Название                                                      | Автор(ы)                     | Длительность |
| -- | ------------------------------------------------------------- | ---------------------------- | ------------ |
| 1. | «Whataya Want from Me» (Fonzerelli Electro House Club Mix)    | Pink, Макс Мартин, Shellback | 5:51         |
| 2. | «Whataya Want from Me» (Brad Walsh A Vivir Mix)               | Pink, Макс Мартин, Shellback | 4:31         |
| 3. | «Whataya Want from Me» (Jason Nevins Electrotek Extended Mix) | Pink, Макс Мартин, Shellback | 6:22         |
| 4. | «For Your Entertainment» (Bimbo Jones Vocal Mix)              | Клод Келли, Dr. Luke         | 6:29         |
| 5. | «For Your Entertainment» (Brad Walsh Remix)                   | Клод Келли, Dr. Luke         | 4:56         |
| 6. | «Voodoo»                                                      | Ламберт, Сэм Спарро          | 3:14         |

## Появления в чарте
Альбом был распродан 198,000 копиями на первой неделе, дебютировав 3 строкой в Billboard 200. 28 апреля 2010 альбом был распродан 615,000 в США.
| Чарт (2009—2010)         | Наивысшая позиция |
| ------------------------ | ----------------- |
| Australian Albums Chart  | 18                |
| Canadian Albums Chart    | 8                 |
| Finnish Albums Chart     | 4                 |
| Irish Albums Chart       | 67                |
| New Zealand Albums Chart | 6                 |
| UK Albums Chart          | 87                |
| U.S. Billboard 200       | 3                 |

## Даты выпуска
| Страна         | Дата           | Лейбл       | Формат                |
| -------------- | -------------- | ----------- | --------------------- |
| Великобритания | 20 ноября 2009 | RCA Records | Цифровая загрузка     |
| США            | 23 ноября 2009 | RCA Records | CD, Цифровая загрузка |
| Канада         | 23 ноября 2009 | Sony Music  | CD, Цифровая загрузка |
| Филиппины      | 23 ноября 2009 | Sony Music  | CD                    |
| Бразилия       | 28 января 2010 | Sony Music  | CD                    |
| Австралия      | 5 марта 2010   | Sony Music  | CD, Цифровая загрузка |
| Япония         | 10 марта 2010  | Sony Music  | CD, Цифровая загрузка |
| Аргентина      | 13 апреля 2010 | Sony Music  | CD                    |
| Финляндия      | 1 мая 2010     | Sony Music  | CD                    |
| Великобритания | 3 мая 2010     | RCA Records | CD                    |
| Италия         | 1 июня 2010    |             | CD, Цифровая загрузка |

## Сертификации альбома
28 апреля 2010 альбом был распродан 615 000 в США. Альбом получил статус платинового в Канаде и золотого в Новой Зеландии.
| Страна                 | Сертификация (порог продаж) |
| ---------------------- | --------------------------- |
| Канада (CRIA)          | Платина (март 2010)         |
| Новая Зеландия (RIANZ) | Золото (март 2010)          |